# Wenche Myhre
Wenche Synnøve Myhre (ur. 15 lutego 1947 w Oslo) – norweska piosenkarka i aktorka. W 2004 roku otrzymała honorową nagrodę Spellemannprisen za całokształt pracy artystycznej.
Od lat 60. występowała również w wielu programach telewizyjnych w Niemczech (jako Wencke Myhre), stając się tam bardzo popularną artystką. Od 1974 prowadziła własny show na niemieckim kanale ZDF pt. Das ist meine Welt. 
Wylansowała dużo popularnych przebojów w Norwegii, m.in. La meg være ung (1964), Jeg og du og vi to og mange andre (1972), Vi lever (1982) czy 66 år (1983). Nagrała też wiele płyt LP i CD.
W 2004 roku została kawalerem I klasy Orderu Świętego Olafa.

## Filmografia
- 1963: Elskere jako Grethe
- 1965: Hjelp-vi får leilighet! jako Mała
- 1968: Mannen som ikke kunne le jako śpiewaczka
- 1992: Das Traumschiff (serial TV) jako ona sama (sezon 1,  odc. 19 „Norwegen”)
- 2016: Dyrene i Hakkebakkeskogen jako babcia Skogmus (głos)